# Charles Vallée
Charles Vallée, född 18 november 1861, var en fransk bågskytt. Han deltog vid olympiska sommarspelen 1908.